# Gran Planicie

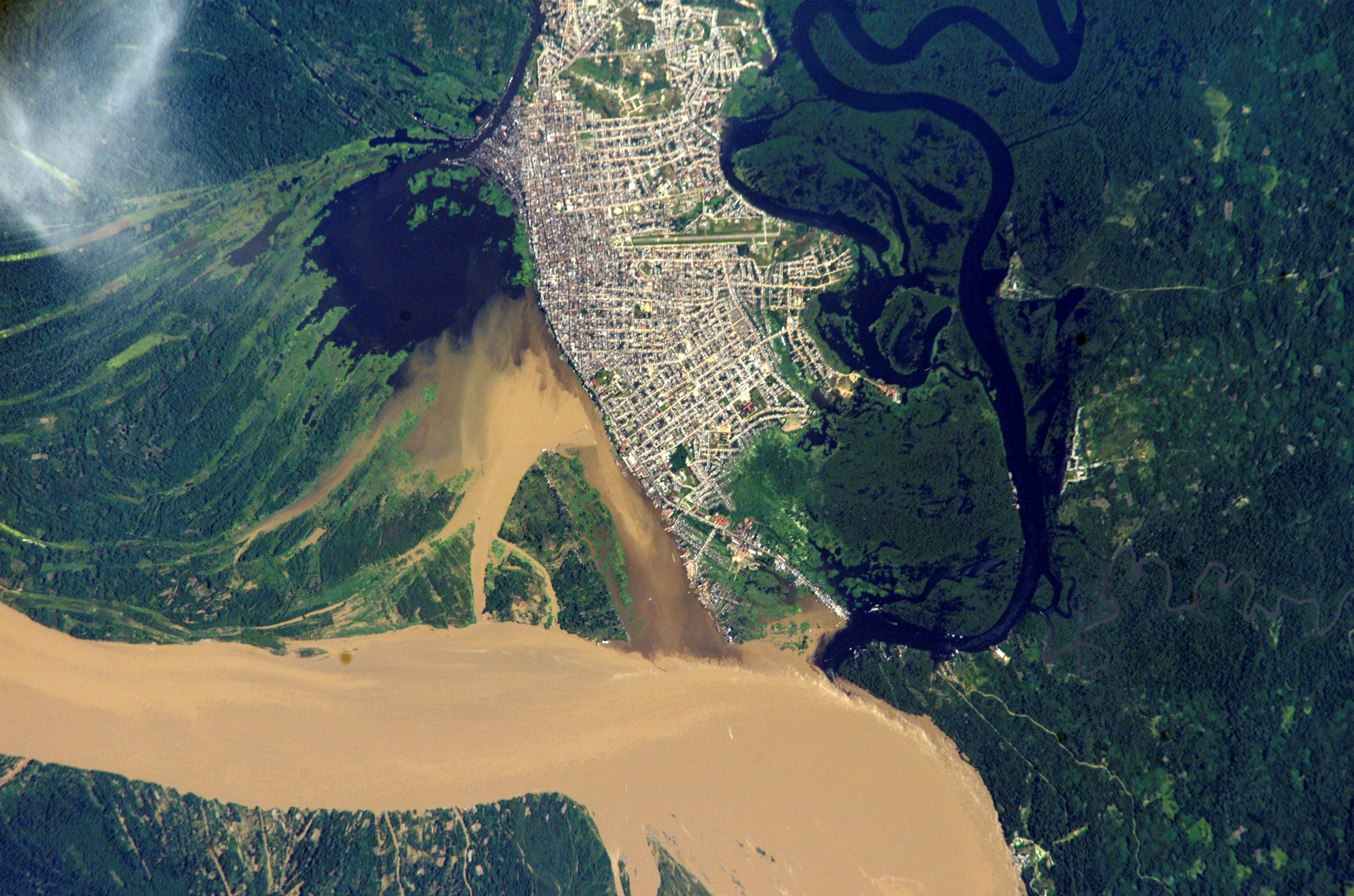
Imagen satelital de la NASA de la zona norte de la Gran Planicie albergando Iquitos, mientras es rodeada por los ríos Amazonas (abajo), Nanay (derecha) e Itaya (izquierda superior).

La Gran Planicie es una llanura en la Provincia de Maynas donde Iquitos está emplazada, y está rodeada por los ríos Amazonas, Nanay e Itaya. Geológicamente, es una formación de origen terciario superior-cuaternario conformada litológicamente por lutitas gris oscuras, poco consolidadas, con restos de flora y fauna, y con numerosos lentes de arena blanca de abundante silicio; los suelos residuales son arenosos, casi arcillosos y de profundidad variable. La Gran Planicie está rodeada por la selva inundable de Iquitos.
Por su ligera característica de llanura aluvial, la Gran Planicie tiene como riesgos naturales a las inundaciones, siendo afectada notoriamente por las inundaciones de Loreto de 2012.
La Gran Planicie tiene una conocida cuesta en el distrito de Belén, Iquitos llamada Pijuayo Loma, donde el Barrio de Belén se asienta, entregándole a ese lugar el aspecto de una populosa alcazaba.